# Monastero Ipat'ev
Il monastero Ipat'ev (in russo Ипатьевский монастырь?, Ipat'evskij monastyr') è un monastero maschile situato sulla riva del fiume Kostroma, dal lato opposto della città di Kostroma. Fu fondato intorno al 1330 da un tartaro convertito, il principe Čet, antenato in linea maschile di Solomonia Saburova e Boris Gudunov.

## Storia e descrizione

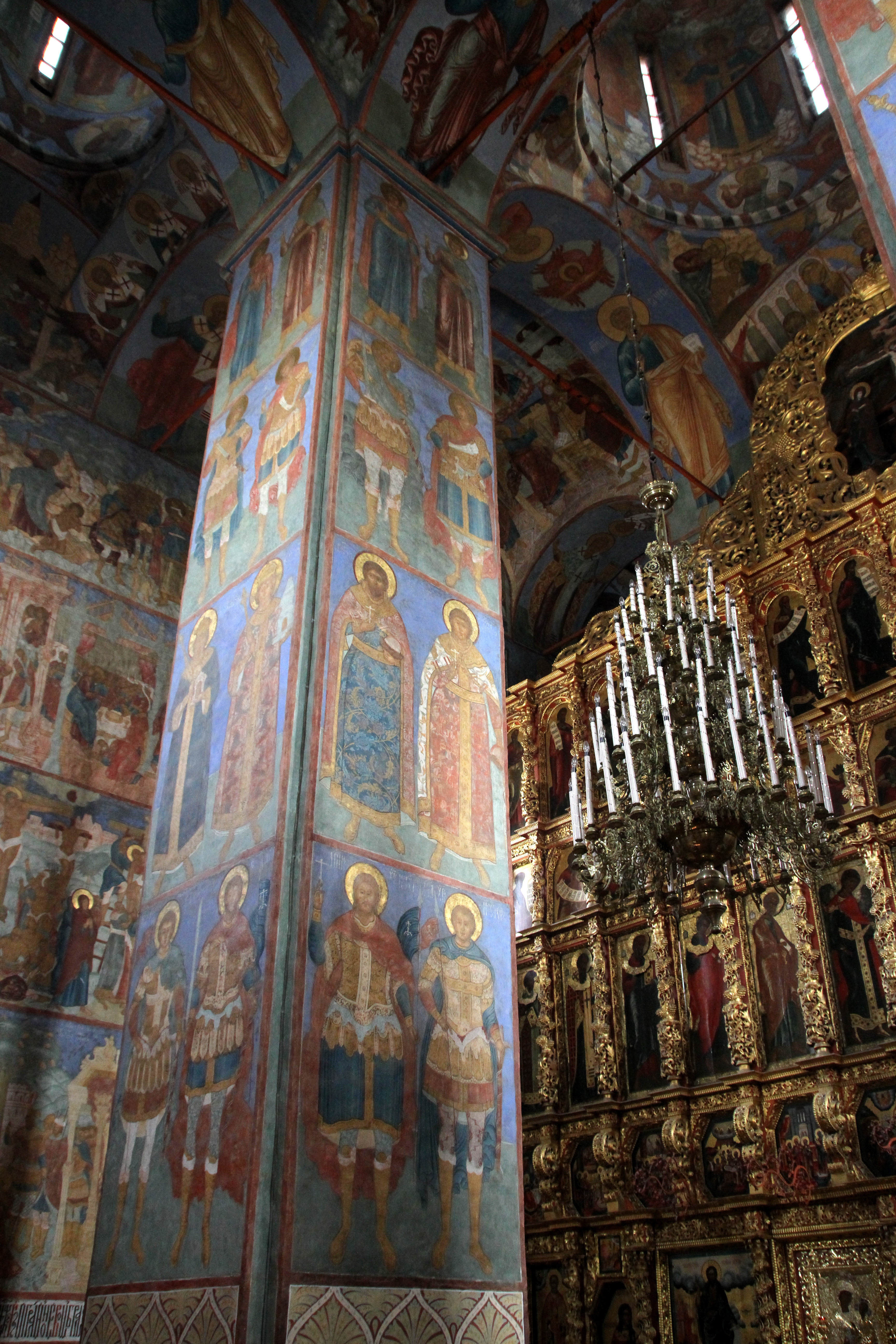
Interno della Cattedrale della Trinità.

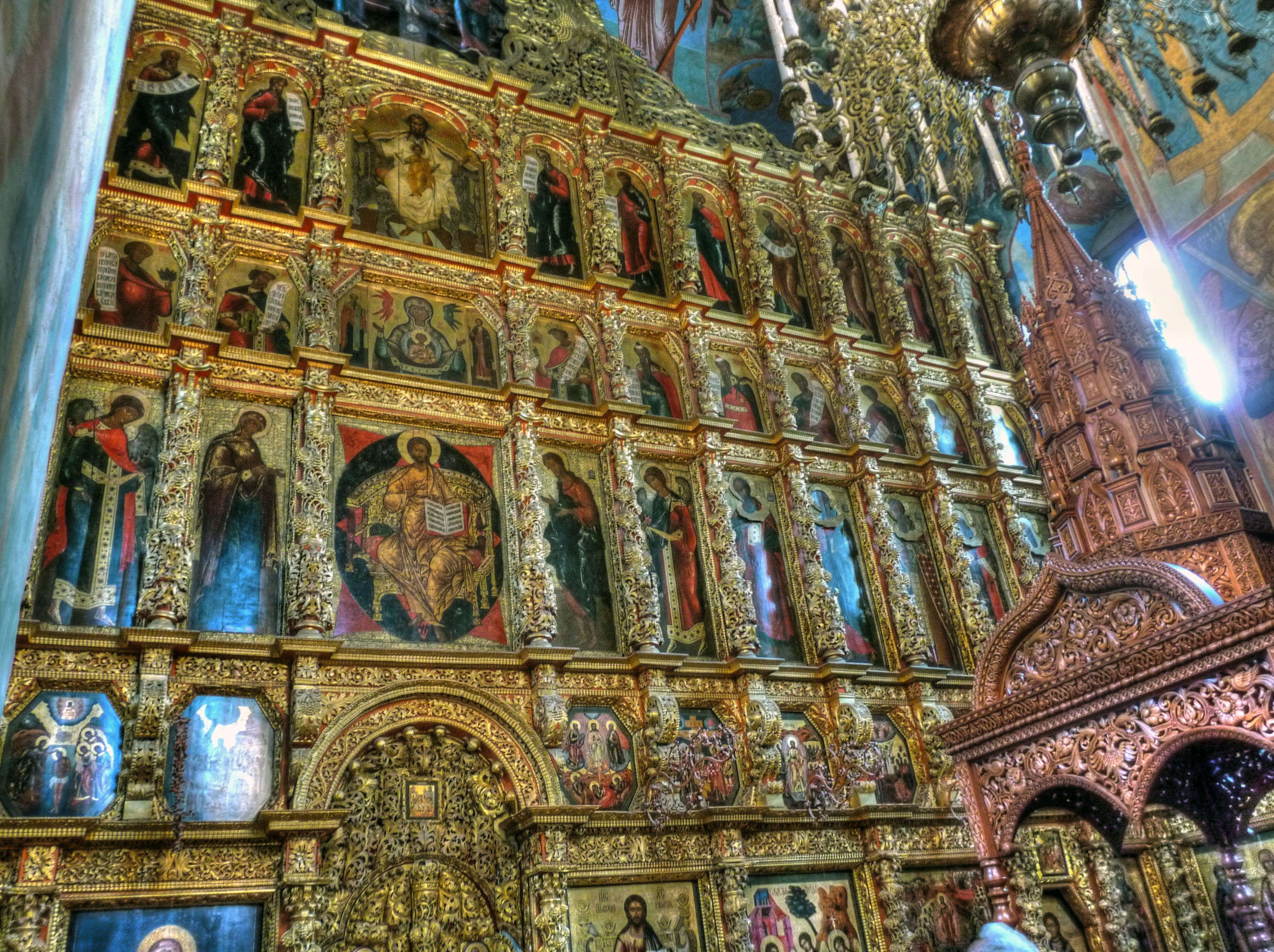
Iconostasi della Cattedrale della Trinità.

Nel 1435 Basilio II di Russia concluse qui una pace con suo cugino Vasilij Kosoj: a quel tempo, il monastero era un importante centro di insegnamento. Fu qui che Nikolaj Michajlovič Karamzin scoprì un insieme di tre codici del XIV secolo, il Codice Ipat'ev, la cui prima parte è l'importante Cronaca degli anni passati.
Durante il Periodo dei torbidi in Russia il monastero fu occupato dai sostenitori del Falso Dimitri II di Russia nella primavera del 1609, ma nel settembre dello stesso anno passò nelle mani dei loro avversari. Il 14 marzo 1613 lo Zemskij sobor qui riunito proclamò Michele Romanov nuovo zar.
La maggior parte delle costruzioni del monastero datano a partire dal XVI e XVII secolo. Il Palazzo dei Romanov venne costruito nel 1588 e restaurato dall'architetto Richter; la cattedrale della Trinità, eretta nella metà del '600, è famosa per la sua sontuosa iconostasi e gli affreschi eseguiti in gran parte da Gurij Nikitin; una chiesa di dimensioni minori è stata demolita durante la dittatura comunista, ma c'è l'idea di ricostruirla e dedicarla ai santi martiri della famiglia imperiale. L'ingresso principale dalla riva del fiume è stato progettato da Konstantin Andrejevič Thon. La stanza privata dello zar Michele I venne ricostruita per ordine dello zar Alessandro II di Russia, ma alcuni architetti moderni hanno messo in discussione l'autenticità di questa ricostruzione.
Il monastero venne abbandonato dopo la rivoluzione d'ottobre nel 1917, e trasformato in museo: dopo un accurato programma di recupero e restauro, le autorità hanno deciso di restituirlo alla Chiesa ortodossa russa, nonostante la forte opposizione delle autorità museali locali.

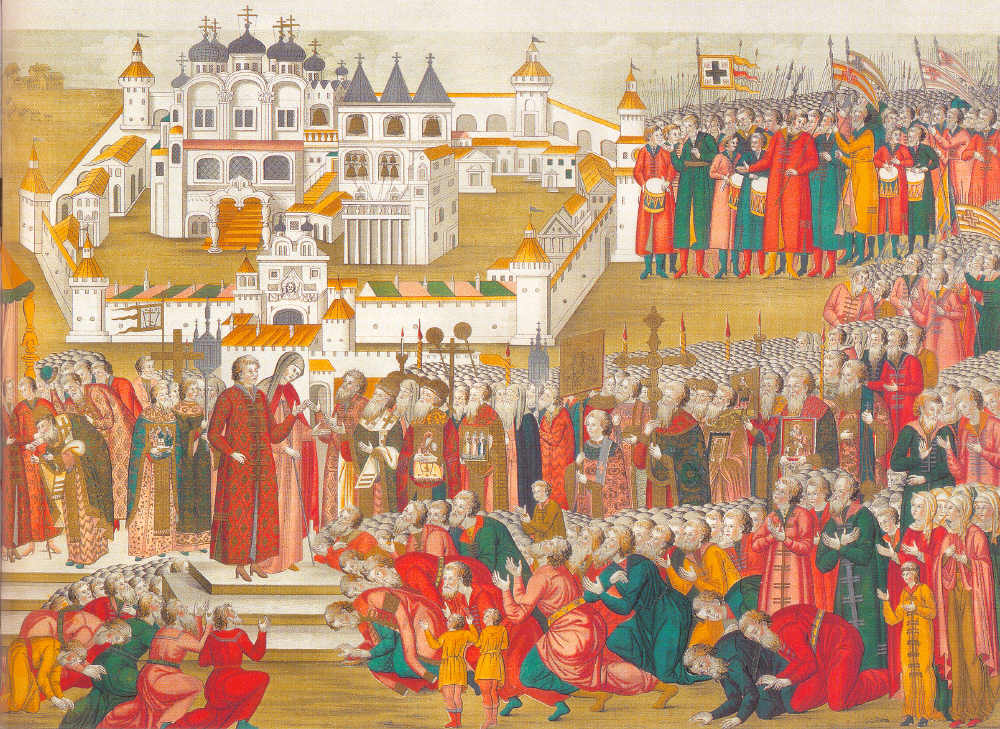
I boiari implorano Michele Romanov di divenire il loro zar (1673)
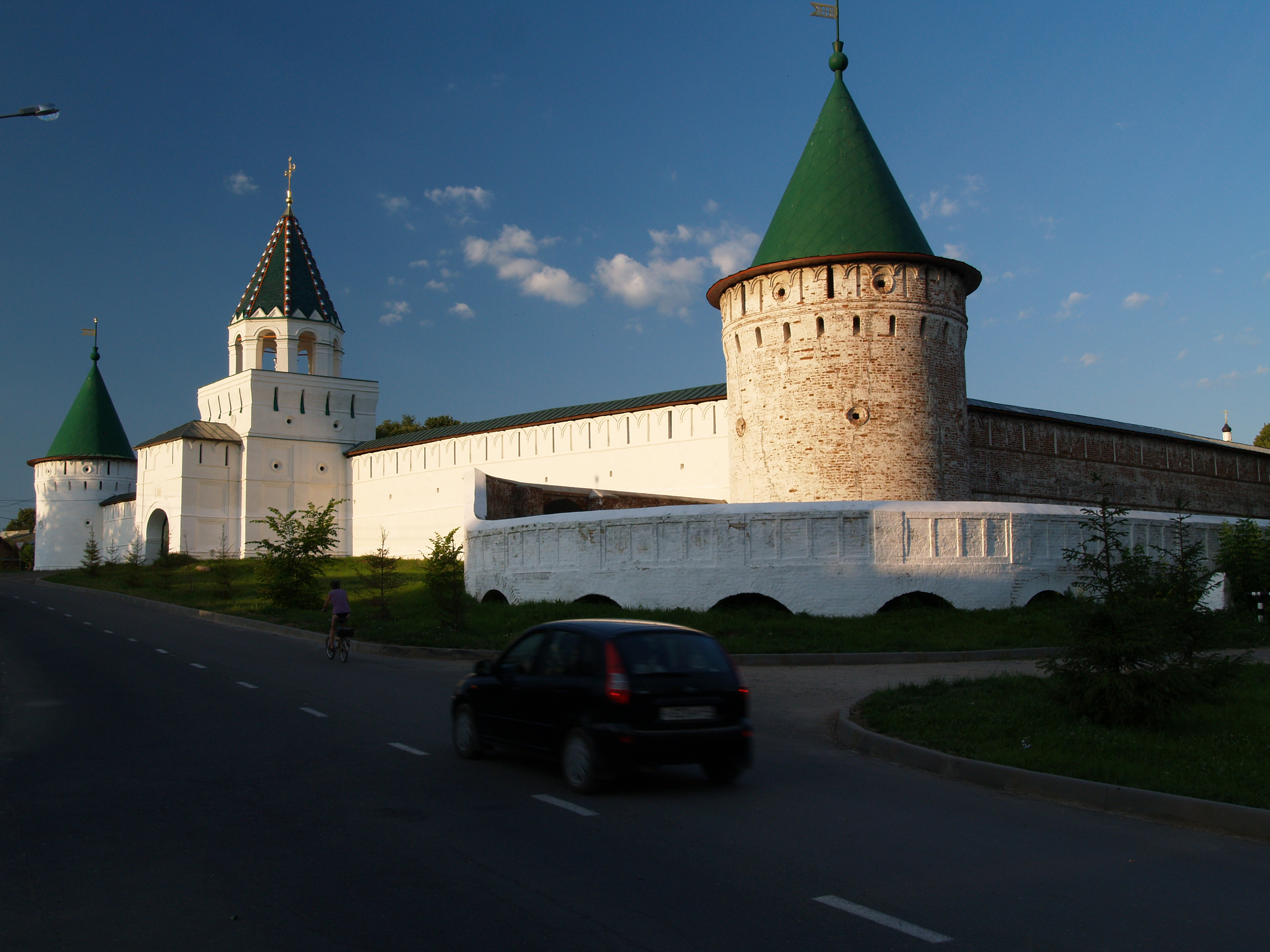
Le mura del monastero
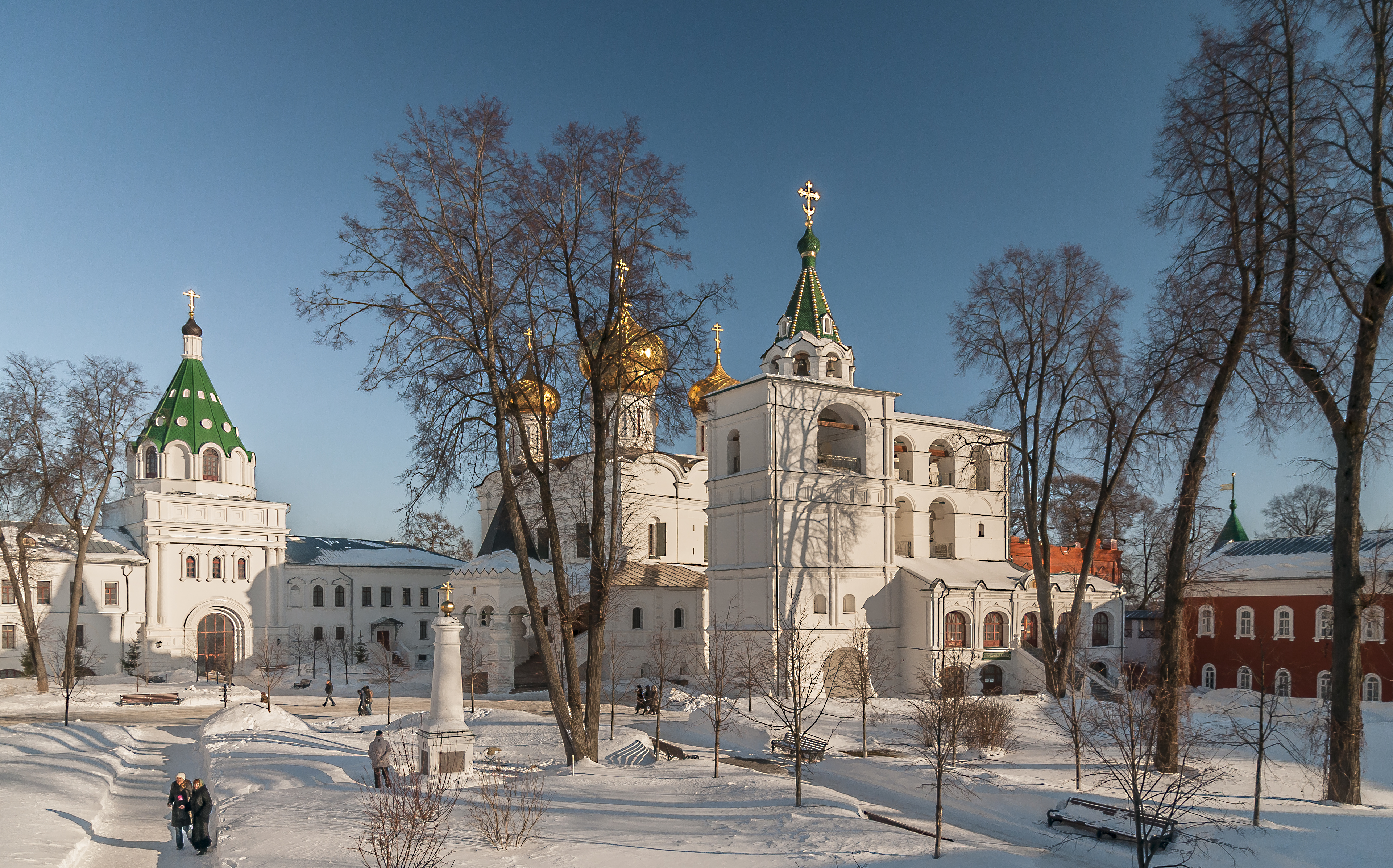
Veduta del cortile interno
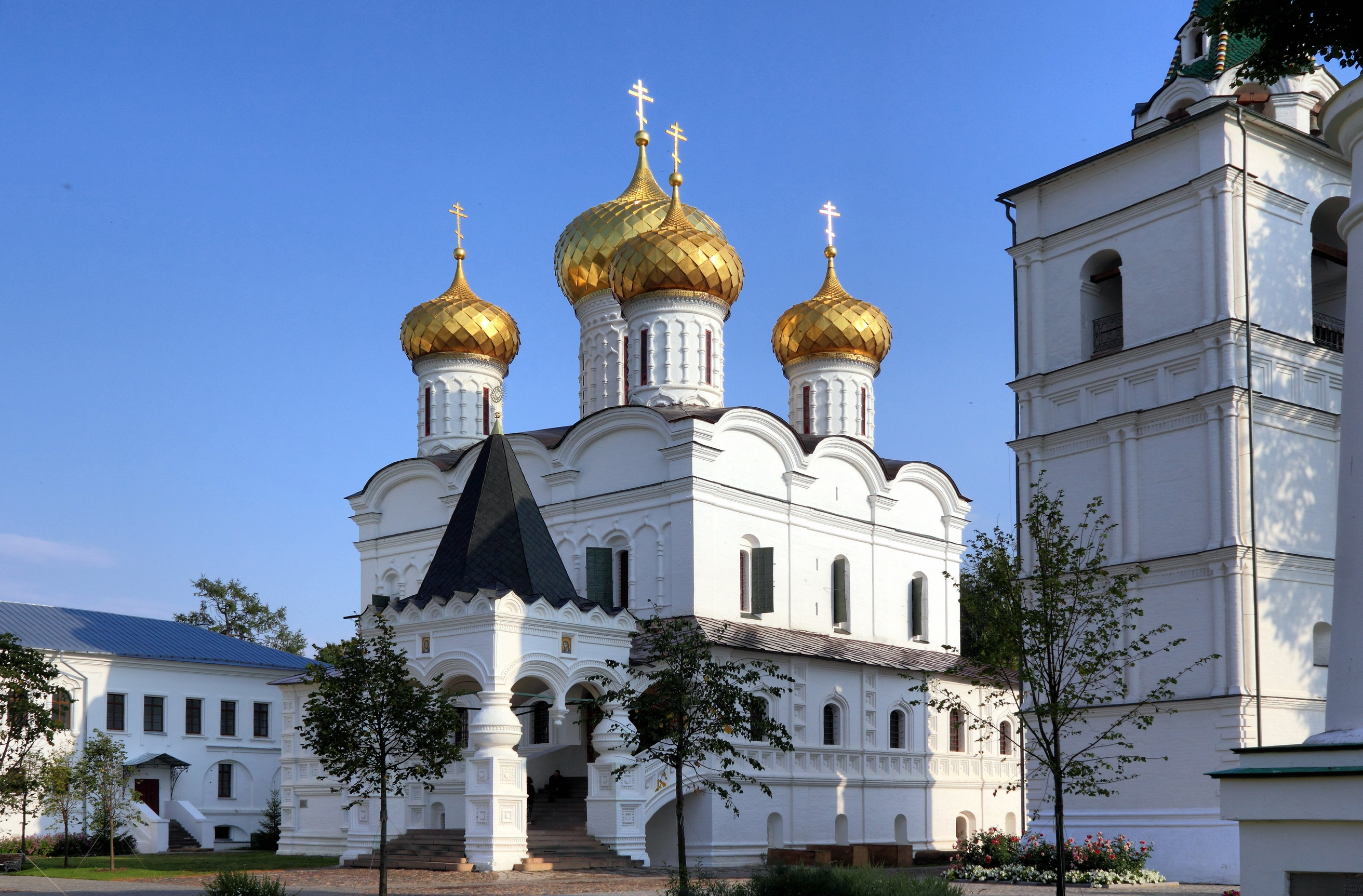
Cattedrale della Trinità (1652)
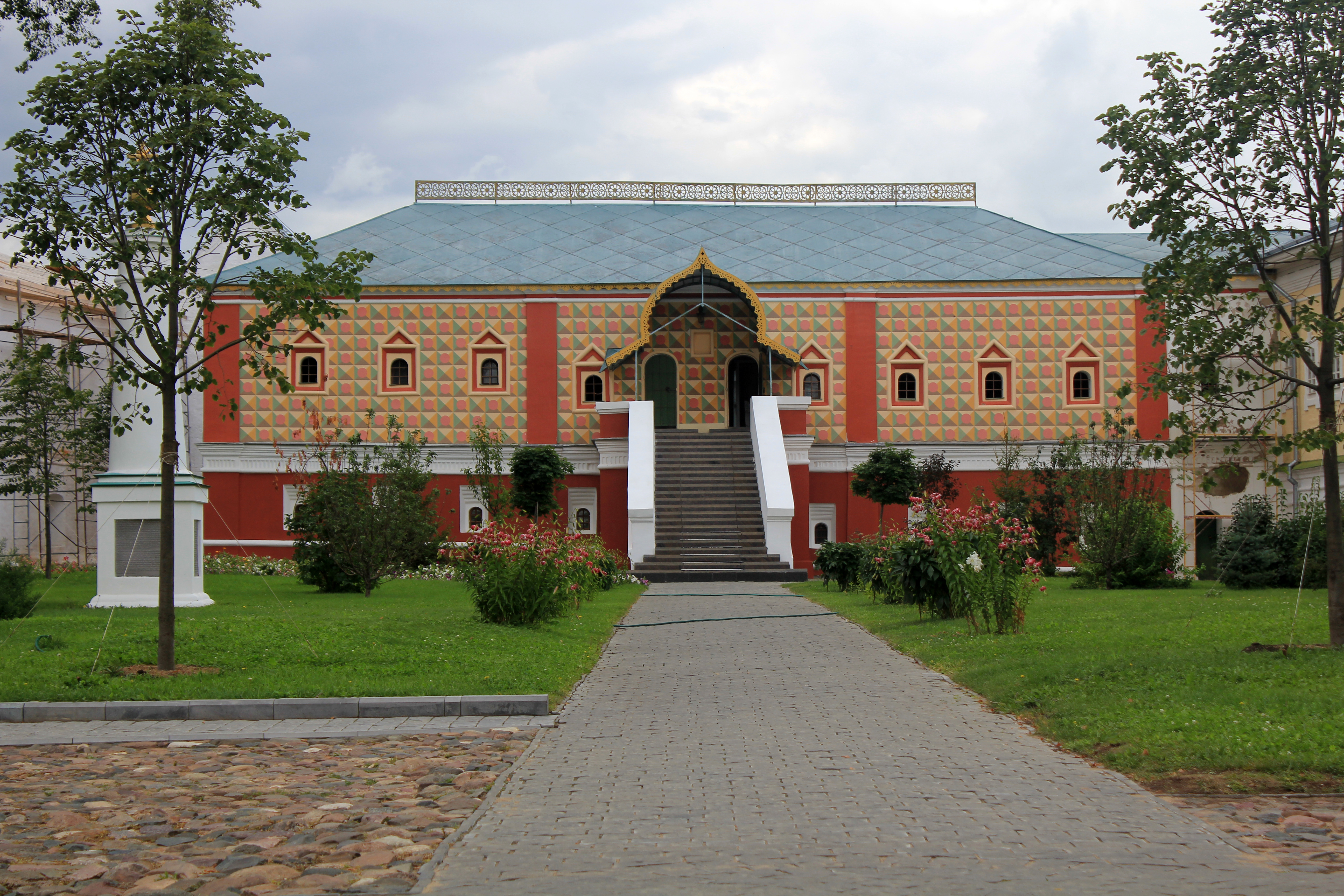
Il palazzo dei Romanov